# Верхнекондратинское сельское поселение
Верхнекондратинское се́льское поселе́ние — муниципальное образование в Чистопольском районе Татарстана Российской Федерации.
Административный центр — деревня Верхняя Кондрата.

## История
Статус и границы сельского поселения установлены Законом Республики Татарстан от 31 января 2005 года № 44-ЗРТ «Об установлении границ территорий и статусе муниципального образования "Чистопольский муниципальный район" и муниципальных образований в его составе».

## Население
| 2010 | 2011 | 2012 | 2013 | 2014 | 2015 | 2016 |
| ---- | ---- | ---- | ---- | ---- | ---- | ---- |
| 339  | ↘338 | →338 | ↘332 | ↘318 | ↗327 | ↘312 |
| 2017 | 2018 |      |      |      |      |      |
| ↘308 | ↘306 |      |      |      |      |      |

## Состав сельского поселения
| № | Населённый пункт | Тип населённого пункта          | Население |
| - | ---------------- | ------------------------------- | --------- |
| 1 | Верхняя Кондрата | деревня, административный центр | ↘308      |